# Caspar-Werke
Caspar-Werke est un constructeur aéronautique allemand du début du XXe siècle.